# Javier Garciandia
Javier Garciandia Pellejero nacido el 29 de enero de 1965, en Lacunza (Navarra, España), es un exciclista profesional navarro.
En categoría amateur perteneció a las filas del equipo Reynolds, al que dio el salto tras ser campeón navarro junior y vencer en 16 carreras como juvenil.
Fue profesional desde la temporada 1988 hasta 1991. Únicamente disputó una gran vuelta, el giro de 1989 en el que finalizó en el puesto 111.º. Sus mejores actuaciones como profesional fueron en el G.P. Llodio, finalizando en tercera y quinta posición en 1988 y 1989, respectivamente. Así como en el Tour del Porvenir en el año de su debut profesional en el que logró un meritorio octavo puesto en la general final.

## Palmarés
No consiguió ninguna victoria como profesional.

## Resultados en Grandes Vueltas y Campeonato del Mundo
Durante su carrera deportiva ha conseguido los siguientes puestos en las Grandes Vueltas y en los Campeonatos del Mundo en carretera:
| Carrera         | 1988 | 1989  | 1990 | 1991 |
| --------------- | ---- | ----- | ---- | ---- |
| Giro de Italia  | -    | 111.º | -    | -    |
| Tour de Francia | -    | -     | -    | -    |
| Vuelta a España | -    | -     | -    | -    |
| Mundial en Ruta | -    | -     | -    | -    |

-: No participa

Ab.: Abandono

## Equipos
- Caja Rural-Orbea (1988-1989)
- Artiach (1990)
- Paternina Don Zoilo (1991)